# Кентерберійський хрест

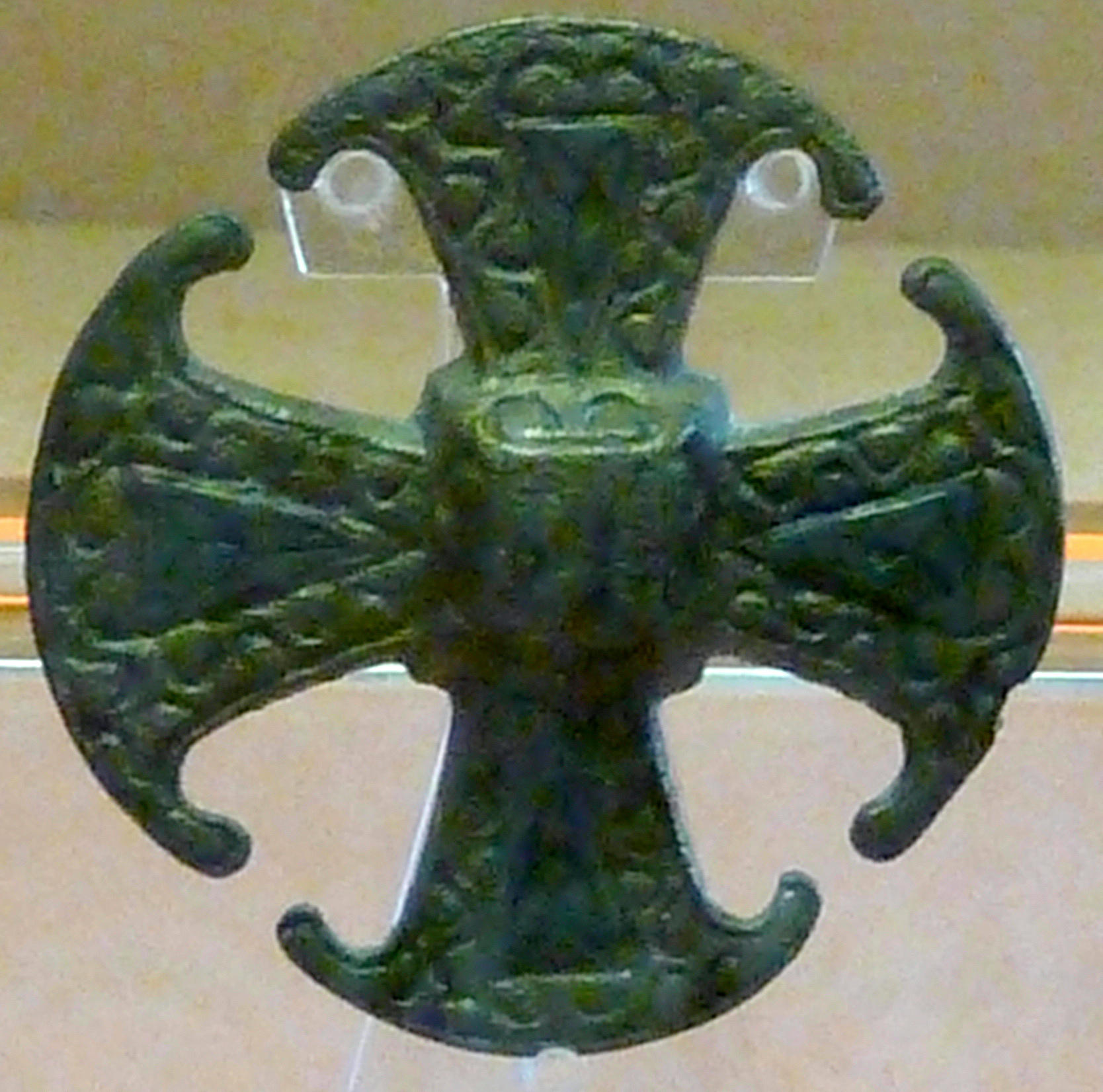
Оригінальний Кентерберійський хрест

Кентерберійський хрест

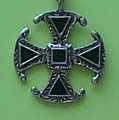
Брошка у вигляді Кентерберійського хреста

Кентерберійський хрест - один із хрестів, які використовуються як символ християнської віри. Його називають так тому, що він був розроблений на основі саксонської брошки (датована приблизно 850 р., знайдена в 1867 році в Кентербері, Англія).

## Загальні дані
Оригінальний хрест, що зберігається в Будинку мистецтва та знання «Бійні», - це брошка з бронзової хрестоподібної форми, з трикутними срібними панелями, врізаними трикветрою та інкрустований черню. Цей хрест має невеликий квадрат у центрі, від якого простягаються чотири рамена, ширші зовні, щоб кінцівки виглядали як трикутники, що символізують Трійцю. Кінчики рамен - це дуги єдиного кола, що дають загальний ефект круглого колеса. 
У соборі Кентербері зведений кам'яний хрест, а дрібні хрестики продаються в сувенірній крамниці. Так Кентерберійський хрест стає знайомий тим, хто здійснив сюди паломництво. Іноді хрест використовується як символ для представлення англіканського Причастя. Наприклад, у 1932 році Кентерберійський хрест, складений з каменю з Кентербері, був надісланий до кожного англіканського єпархіального собору світу як видимий символ спілкування з Кентербері. 